# Кугарчі-Буляк
Кугарчі́-Буля́к (рос. Кугарчи-Буляк, башк. Күгәрсен-Бүләк) — село у складі Шаранського району Башкортостану, Росія. Входить до складу Нижньозаїтовської сільської ради.
Населення — 200 осіб (2010; 245 у 2002).
Національний склад:
- башкири — 85 %